# 纪尧姆一世 (布洛涅)
布卢瓦的吉约姆一世（英语作威廉一世）（1137年—1159年10月11日），又称布卢瓦的吉约姆，是布洛涅伯爵和根据妻权的萨里伯爵（1153年 - 1159年）。他是英格兰国王斯蒂芬和布洛涅女伯爵瑪蒂爾德一世的第三子。

吉约姆一世的纹章

吉约姆在1148年娶了第四代薩里女伯爵伊莎貝爾·瓦倫納。1153年，斯蒂芬同意取消吉约姆的哥哥尤斯塔斯的继承权，让给表妹王位竞争者玛蒂尔达皇后的儿子亨利·金雀花。尤斯塔斯不久去世，当其父签订《沃林福德和约》，吉约姆得到了原本预期由兄弟俩继承的土地，这使他非常富有。该和约结束了这场令双方都疲惫不堪的继承权之争。
1154年斯蒂芬驾崩后，新继位的亨利二世国王起初允许吉约姆保有根据妻权对萨里伯爵领地的所有权。但根德伯里的熱瓦斯和弗兰德雇佣兵的阴谋在1154年被察觉，这些人企图在根德伯里谋杀亨利，吉约姆也被怀疑知情甚至同谋。无论真相如何，亨利逃离坎特布里，回到诺曼底。
吉约姆没有孩子。1159年，吉约姆在图卢斯附近因病去世，葬在蒙特莫瑞爾的普瓦特万教堂。《蒙特·费尔南多编年史》记载了他的死，称他为“布洛涅伯爵吉约姆”。他的布洛涅伯爵爵位由姐姐瑪麗一世继承，而他的遗孀则改嫁给亨利二世父亲若弗鲁瓦的私生子阿默蘭·金雀花。